# Predikherenrei
De Predikherenrei is een straat in Brugge.

## Beschrijving
Toen in 1751-1753 een kanaal werd gegraven dat de Brugse buitengracht moest verbinden met de binnengracht, teneinde een kortere weg te bieden aan de schepen die Brugge doorvoeren, werd het nieuwe kanaal, net als in Gent, de 'Coupure' genoemd.
Langs weerszijden werd een weg aangelegd. In tegenstelling met Gent waar een Coupure-rechts en een Coupure-links tot stand kwam, werd alleen de straat aan de zuidkant Coupure genoemd. De straat aan de noordkant, die, net als het kanaal, in grote mate op grond van het predikherenklooster was tot stand gekomen, en ook naast het klooster liep, werd 'Predikherenrei' genoemd.
De Predikherenrei loopt van de Langestraat (bij de Molenbrug) naar de Kazernevest.

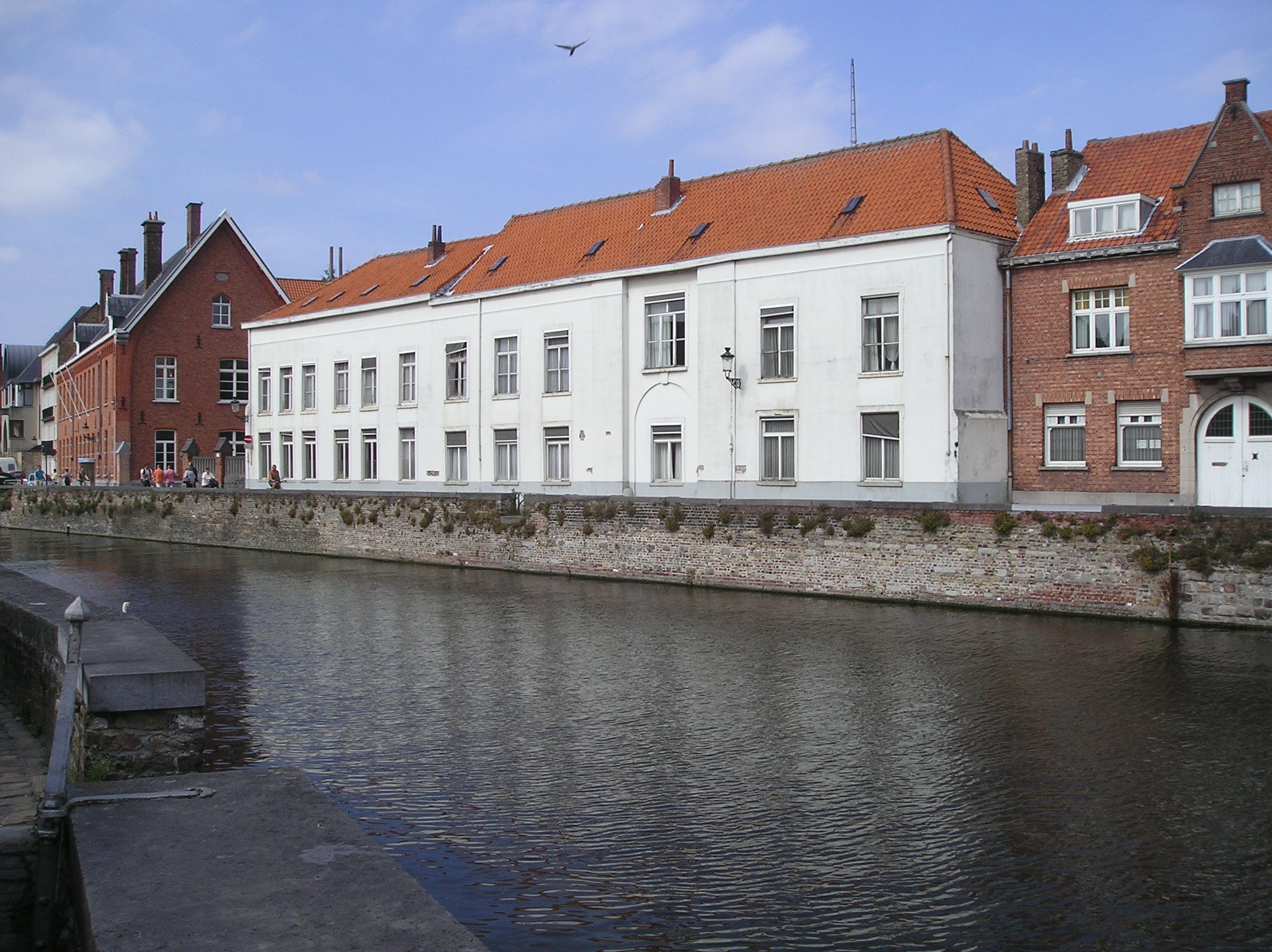
Het classicistische gebouw uit 1810, deel van de voormalige Rijkswachtkazerne langs de Predikherenrei. Het gebouw werd gesloopt in november 2010.
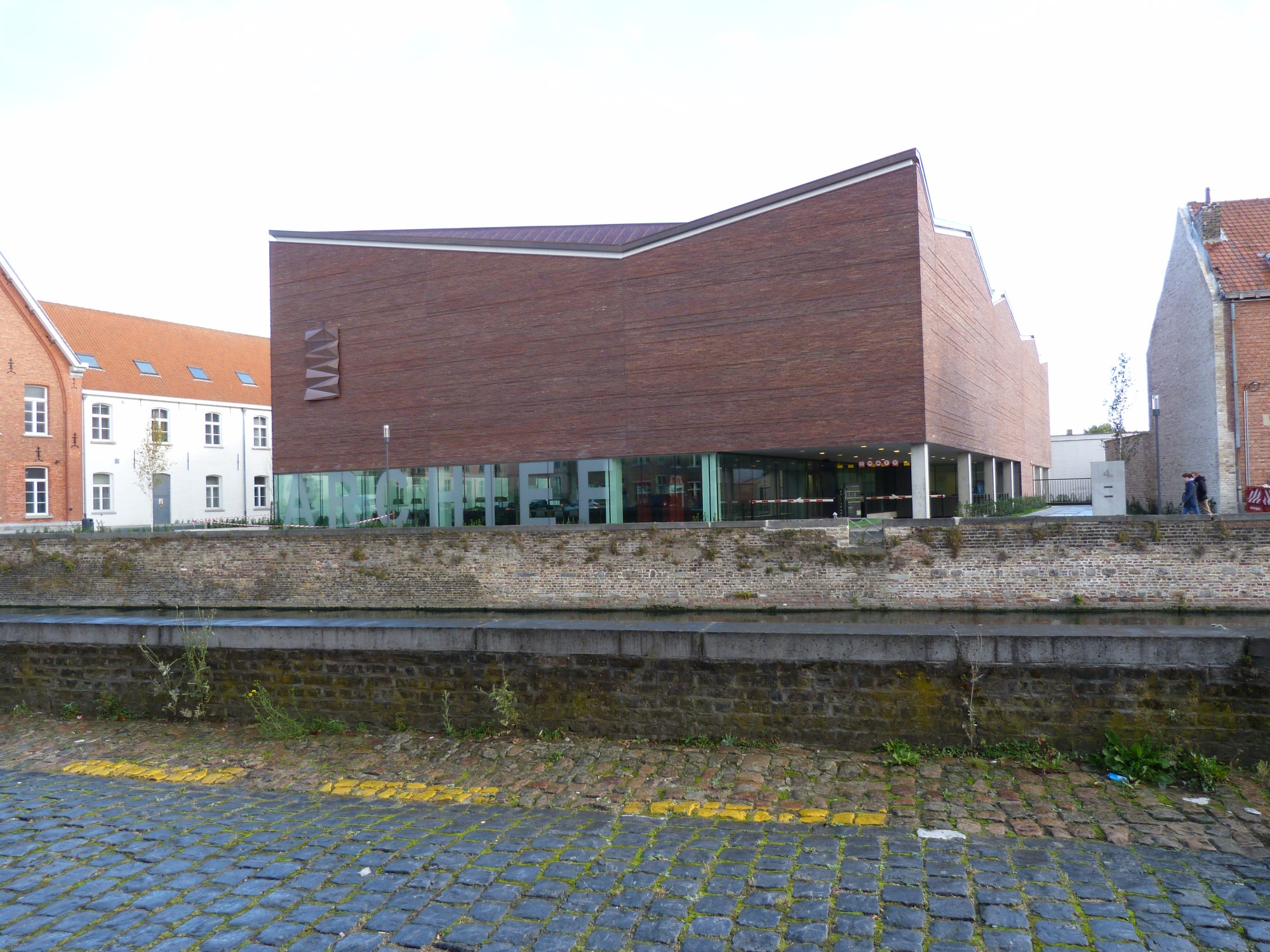
Het nieuwe Rijksarchief op de plaats van het gesloopte classicistische gebouw uit 1810.
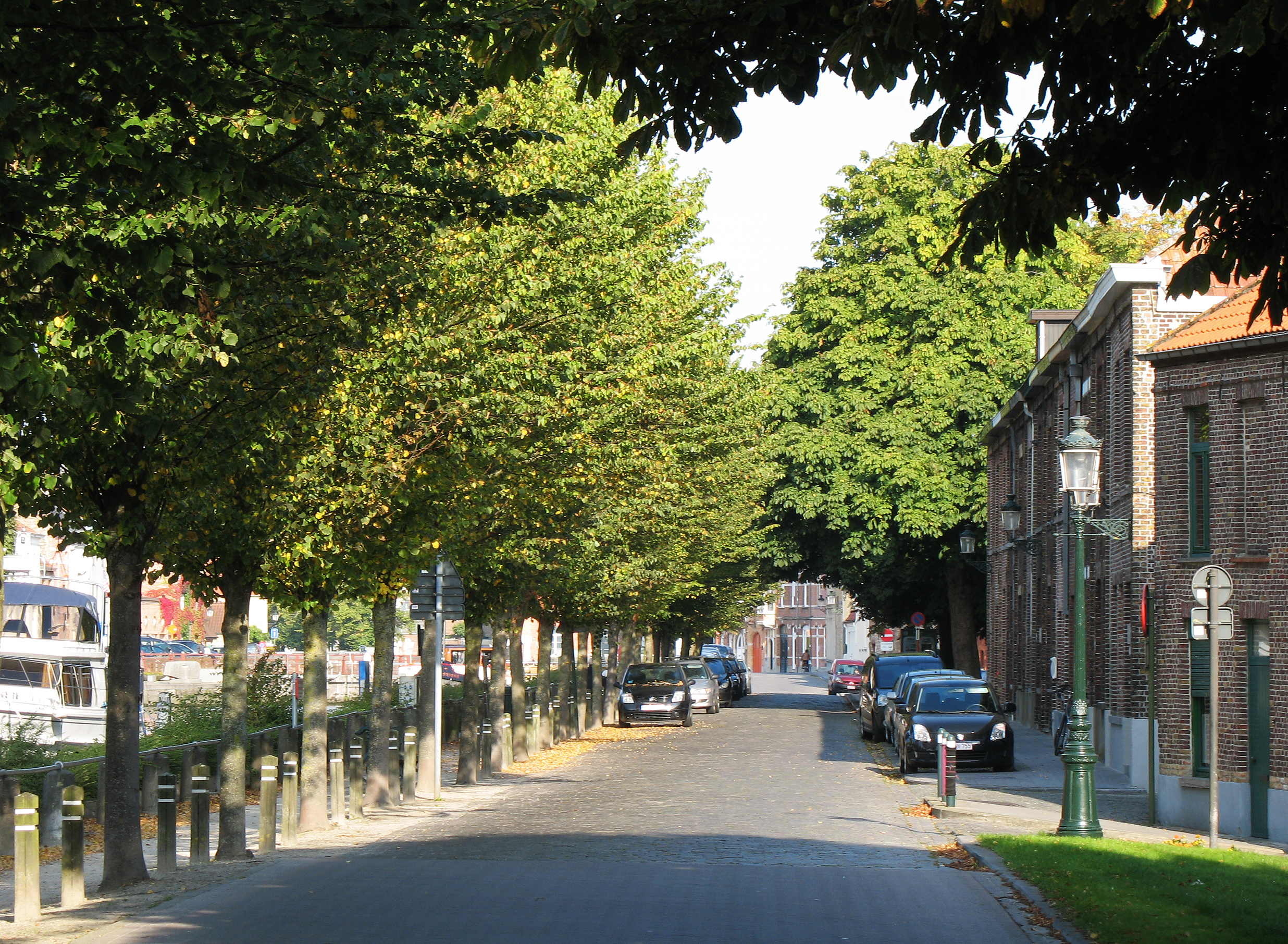
Het zuidoostelijke deel van de Predikherenrei (straat), tussen Coupurebrug en Kazernevest
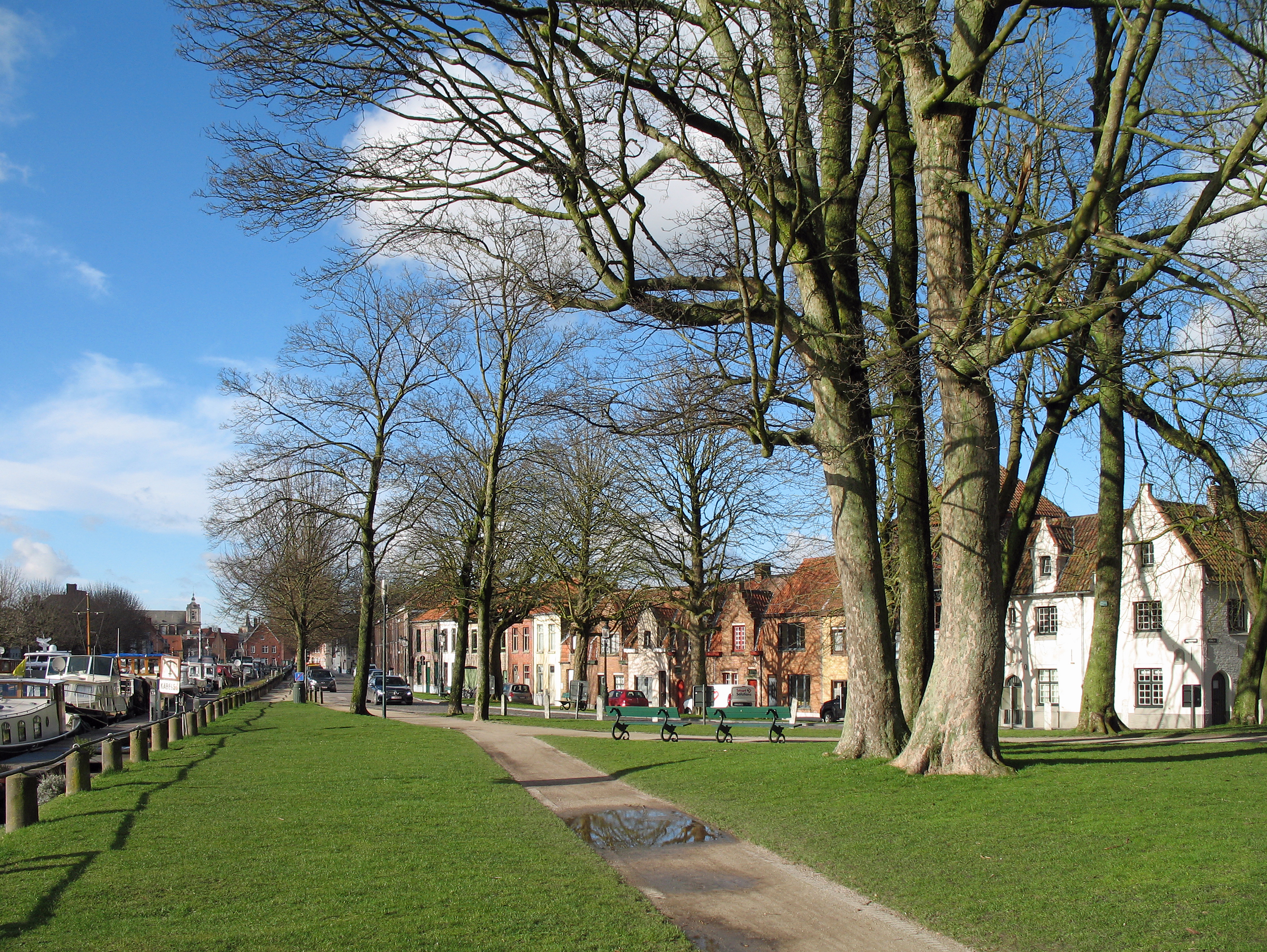
De Predikherenrei (straat) bij de hoek met de Kazernevest
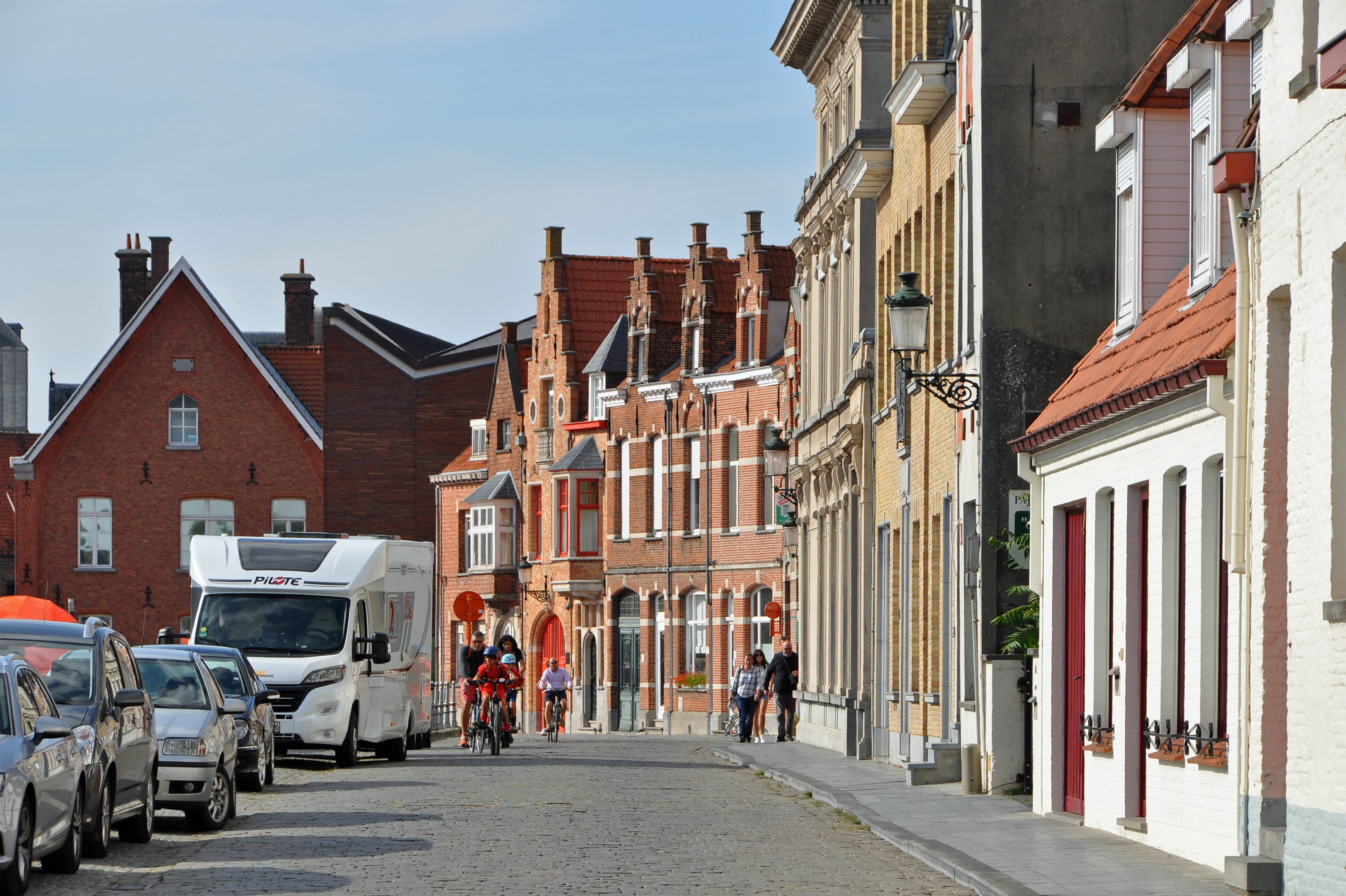
De Predikherenrei (straat), gezien van aan de Coupurebrug
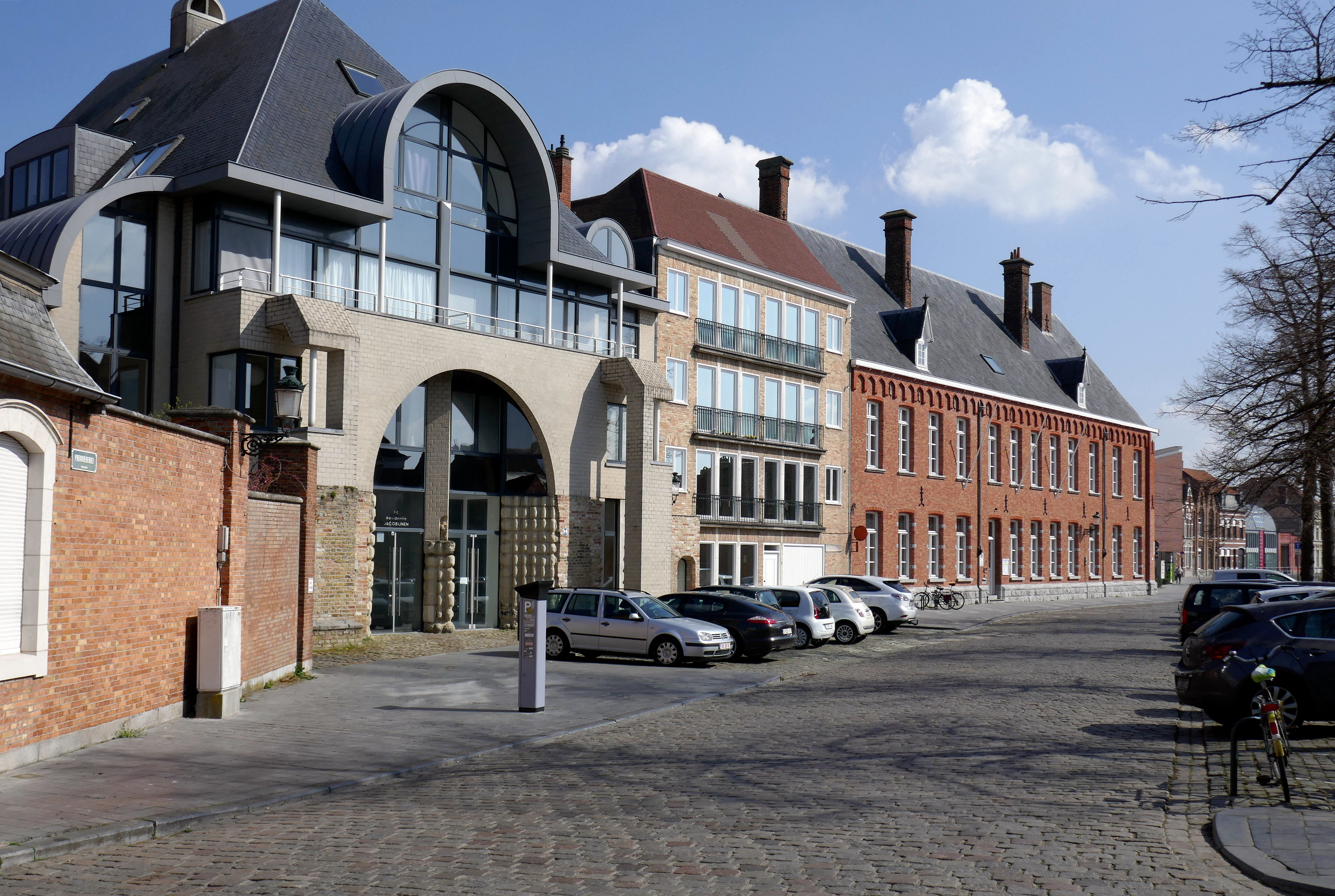
De Predikherenrei (straat), gezien van aan de Predikherenbrug